# 王余魚谷川
王余魚谷川（かれいたにがわ）は、徳島県海部郡海陽町を流れる河川である。四国のみずべ八十八カ所、とくしま水紀行50選選定。中部山渓県立自然公園に含まれる。

## 地理
水源は海陽町の吉野丸の山麓に発し、南東流した後、本流の海部川に合流する。中流域には日本の滝百選に選定された轟九十九滝があり、主となる轟の滝は別名で王餘魚滝と呼ばれている。
轟九十九滝から海部川までは徳島県道148号中部山渓轟公園線が並行して走っている。

## 主な橋梁
- 王余魚谷橋
- 第二王余魚谷橋

## 流域の主な施設
- 轟神社
- 徳島県道148号中部山渓轟公園線

## 自然景勝地
- 轟九十九滝 - 日本の滝百選選定。
- 鰻轟山 - 四国百山選定。